# Megaselia kovaci
Megaselia kovaci är en tvåvingeart som beskrevs av Ronald Henry Lambert Disney 1991. Megaselia kovaci ingår i släktet Megaselia och familjen puckelflugor. Inga underarter finns listade i Catalogue of Life.